# Kurabalakota
Kurabalakota là một thị trấn census town và mandal thuộc huyện Chittoor, bang Andhra Pradesh.